# Алтайська мова

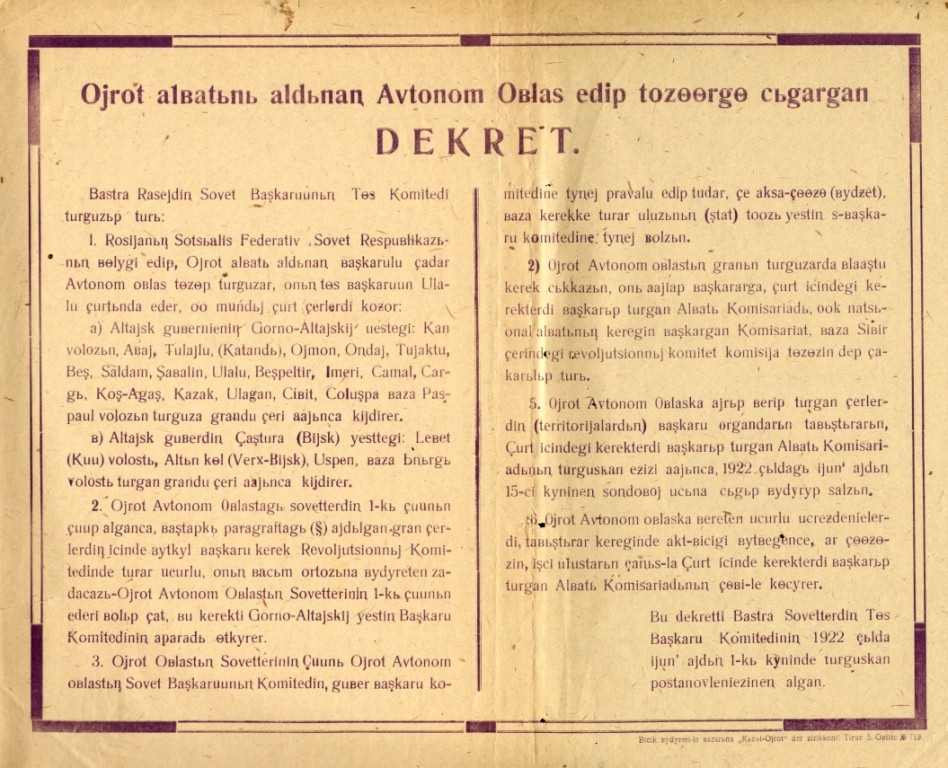
Декрет ВЦВК про утворення Ойратської АО алтайською мовою

Алта́йська мо́ва (кол. назва ойротська) — мова алтайців, корінного населення Республіки Алтай в Росії. Належить до тюркської групи мов. Літературна алтайська мова ґрунтується на південному алтайському діалекті. Має чимало спільних фонетично-морфологічних та синтаксичних рис з іншими тюркськими мовами, зокрема з киргизькою (загальна система голосних звуків, відсутність категорії граматичного роду, наявність післяйменників тощо). Писемність, що базується на російській кирилиці, існує з 40-х років XIX ст.; в 1928—1938 роках запроваджувався алфавіт на основі латинського, в 1938 році писемність знову була переведена на кирилицю (з додатковими буквами Ҥ, Ј, Ӧ, Ӱ).

## Приклад
«Заповіт» Т.Шевченка алтайською мовою (переклав Лазар Кокишев):
| КЕРЕЕС СӦС Öлӱп калзам, јеримди Бийик тöҥдö казыгар. Кайран Украина јеримде, Ак јалаҥда салыгар. Учы кöрӱнбес јалаҥдар Кöрӱнип јатсын кöзиме. Кӱркӱеген Днепрдиҥ Кожоҥы öтсин кöксиме. Украина јеримнеҥ Кöк талайга јетире Öштӱлердиҥ канын ол Агызып, анаар јетирзе, Јалаҥдардаҥ, туулардаҥ Айрылып, мен турарым. Теҥериде кудайга Кайып учуп чыгарым. Кудайдыҥ бозогозына Бажырып мен аларым. Је ол öйлöргö јетире Кудайды мен билбезим. Сööгимди јууп салала, Кынјыны ӱзе тартыгар. Öштӱлердиҥ каныла Јайымды аластагар! Оноҥ улу биледе, Јаҥы, јайым биледе Адымды ундып салбагар, Јакшы сöслö айдыгар. |